# Christian Klar (Neonazi)

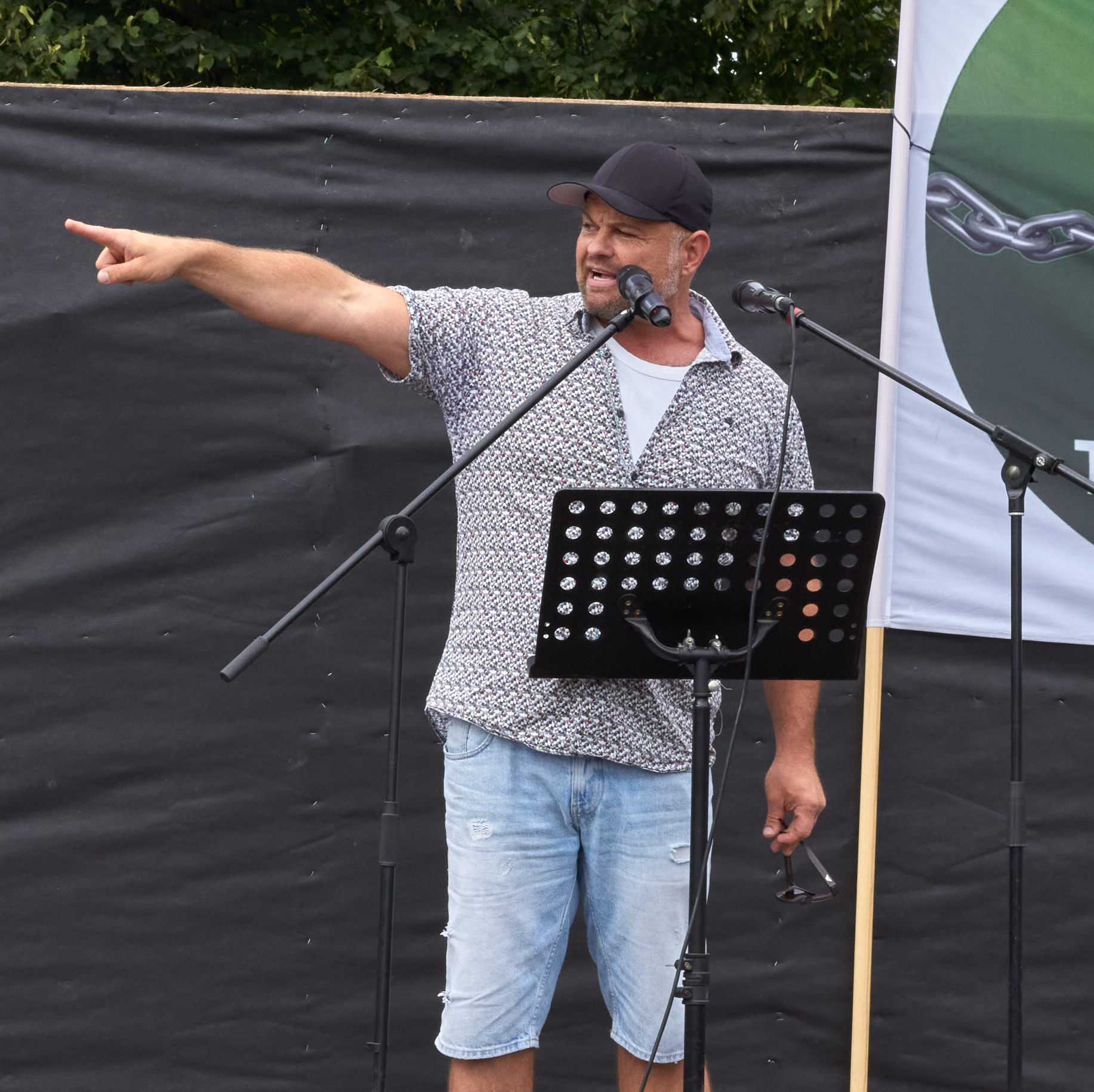
Christian Klar (2024)

Christian Dietrich Klar (* 7. Juli 1980) ist ein deutscher Neonazi aus Gera in Thüringen.

## Leben
Christian Klar absolvierte 1997 seinen Realschulabschluss. Seit Ende der 1990er Jahre bewegt sich Klar im Neonazi-Milieu. Als Jugendlicher besuchte er Veranstaltungen des Thüringer Heimatschutzes. Er ist Mitglied der rechtsextremen Partei „Die Heimat“ (ehemals NPD).
Nach Auskunft der Thüringer Generalstaatsanwaltschaft gegenüber dem Mitteldeutschen Rundfunk im Dezember 2023 liefen gegen Klar etwa 20 Ermittlungsverfahren, unter anderem wegen der Verwendung einer SA-Parole bei einer Rede zu einer von ihm angemeldeten Demonstration im Oktober 2023. Nach eigenen Angaben saß er bereits mehr als zwei Jahre im Gefängnis. Im Juli 2024 wurde Christian Klar vom Landgericht Gera wegen Hehlerei, Diebstahl und Fahren ohne Fahrerlaubnis zu einer Freiheitsstrafe von einem Jahr und elf Monaten verurteilt, die für vier Jahre zur Bewährung ausgesetzt wurde. Weiter erteilte ihm das Gericht eine Auflage zur Schadenswiedergutmachung in Form einer Geldzahlung und verpflichtete ihn zur Ableistung von Arbeitsstunden. Klar legte gegen das Urteil Revision ein. Ein erstes Urteil in dieser Angelegenheit gab es bereits 2020 durch das Amtsgericht Gera, gegen das Klar Berufung eingelegt hatte. 2024 hatte das Thüringer Oberlandesgericht dann das Berufungsurteil aufgehoben und die Sache zu erneuter Verhandlung und Entscheidung an das Landgericht Gera als Berufungsgericht zurückverwiesen.

## Wirken
Klar nutzt die Begrifflichkeit Querfront für seine politischen Aktionen. Tatsächlich ist er sowohl in das Milieu der Querdenker, der Reichsbürger, der Neuen Rechten, Freier Nationalisten und der AfD vernetzt. Seit Beginn der Corona-Pandemie im Jahr 2020 ziehen jeden Montag hunderte Reichsbürger, Impfgegner und Rechtsextreme durch Gera. Angemeldet wurden die Demonstrationen meist von Christian Klar. Mittlerweile geht es laut Bericht von Kontraste nicht mehr nur um die Pandemie, sondern beispielsweise auch um den Krieg in der Ukraine, Energiepreise, Migration und die Bauernproteste. Die Themen seien insofern austauschbar. Klar und seine Unterstützer dominieren seitdem den öffentlichen Raum in der 95.000-Einwohner-Stadt in Ostthüringen, laut dem Präsident des Thüringer Amtes für Verfassungsschutz, Stephan J. Kramer, „ein Hotspot der rechtsextremen Szene“. Franz Zobel von der Beratungsstelle Ezra für Betroffene rechter, rassistischer und antisemitischer Gewalt in Thüringen, beschreibt Christian Klar als einen „extrem rechten Bewegungsunternehmer“, der die Stadt in den vergangenen Jahren zu einem Brennpunkt rechter Aufmärsche gemacht habe, die regelmäßig Ausgangspunkt für Bedrohungen und Gewalt sind.
Die von Klar organisierten Aufmärsche werden von Harald Frank, Herausgeber des Anzeigenblatts Neues Gera und Vorsitzender der AfD-Stadtratsfraktion, unterstützt.

### Aktionen seit 2022
Im März 2022 gründeten Klar und der aus der Partei ausgetretene ehemalige AfD-Sachsen-Anhalt-Landeschef André Poggenburg den Verein „Aufbruch Gera“. Der Verfassungsschutz Thüringen stuft den Verein als rechtsextremistischen Verdachtsfall ein. Der Verein sieht sich als Organisatorisches Dach der Montagsdemonstrationen, grenzt sich formal inhaltlich von der AfD ab und richtete sich bei der Gründung an Anhängern der rechten Reichsbürgern von Freies Thüringen. Neben den Freien Sachsen nahm auch der AfD-Landtagsabgeordnete Wolfgang Lauerwald an der Versammlung teil. Aufbruch Gera mobilisierte am 1. Mai 2022 unter dem Motto „Gemeinsam für den Frieden“ etwa 700 Personen für einen Aufmarsch. Im gleichen Jahr demonstrierte der Verein gegen eine geplante Flüchtlingsunterkunft in Gera. Laut Verfassungsschutz Thüringen verkündete Klar 2024 den Schulterschluss mit der NPD-Nachfolgepartei Die Heimat.
Mit einer Versammlung am 3. Oktober 2022 erreichte Klar große Aufmerksamkeit. An dem Protest am Tag der deutschen Einheit in Gera nahmen bis zu 10.000 Personen teil.
Bei einer Demonstration im Januar 2024 erging sich Klar in Gewalt- und Umsturzfantasien auf offener Bühne. Regelmäßig beendet Klar seine Redebeiträge mit der Parole „Alles für Deutschland“, einer nationalsozialistischen Parole der SA. Christian Klar veröffentlichte 2024 online ein Video, in dem er vor laufender Kamera mit eingeschaltetem Lautsprecher mit der Kirchgemeinde Gera telefoniert, diese beschimpft und bedroht. Die Kirchgemeinde hatte ihm die Ausstrahlung untersagt und Anzeige erstattet. Daraufhin wurde Klars Wohnhaus in Gera-Leumnitz vom LKA Thüringen durchsucht und digitale Speichermedien sichergestellt.
Im Juli 2024 wurde das Querfront-Mediumunternehmen Compact verboten. Das geplante „Sommerfest“ des Magazins auf dem Rittergut Stößen im Burgenlandkreis des früheren AfD-Landeschef André Poggenburg in Sachsen-Anhalt wurde untersagt, auch ein ersatzweise geplantes „Sommerfest der Interessengemeinschaft Aufbruch Deutschland“ am gleichen Ort wurde von der Polizeiinspektion Halle (Saale) verboten. Die Polizei schickte 63 Personen, die angereist waren wieder zurück. Klar lud daraufhin Unterstützer des verbotenen rechtsextremen Magazins nach Gera ein. Laut Polizei kamen bis zu 320 Personen auf den Hofwiesenparkplatz. Mit Compact-Gründer und -Chef Jürgen Elsässer, André Poggenburg, dem IB-Aktivisten Martin Sellner sowie Michael Brück, Gründer der Freien Sachsen, kamen die Organisatoren des verbotenen Fests ebenfalls nach Gera. Sellner bedankte sich für in seiner Rede für die Einladung und Organisation sowie dass das Sommerfest Stößen „hier ein Exil gefunden“ habe.
Das Bündnis gegen Rechts in Gera hatte schon vorab kritisiert, dass Klars Versammlung überhaupt stattfinden konnte. Immerhin sei offensichtlich, dass es sich um eine Ersatzveranstaltung des Compact-Sommerfests handele. Unter dem Oberbürgermeister Kurt Dannenberg (CDU) sei wohl alles möglich, so die Initiative. Wie die taz erfuhr, hatte es für die Veranstaltung von Klar vorab Kooperationsgespräche mit der Ordnungsbehörde und Oberbürgermeister Dannenberg gegeben, in denen sich Klar angeblich vom Compact-Magazin distanziert haben soll. Unter dem Motto „Wir für Frieden und Freiheit“ plane er lediglich, gegen den Wahlauftakt der MLPD zu demonstrieren. Weil sich der Neonazi Klar bislang an Absprachen gehalten habe, verzichtete die Ordnungsbehörde der Stadt Gera auf Auflagen.

### Verhältnis zur AfD
Unterstützung erhält Klar für seinen Aktivismus aus den Reihen der örtlichen AfD. Sie stellt seit 2019 die größte Fraktion im Geraer Stadtrat. Der Geraer AfD-Landtagsabgeordnete Wolfgang Lauerwald demonstrierte oft Seite an Seite mit Klar. Im Winter 2023 meldete Laeuerwald kurz vor Christian Klars „Großdemo“ gegen die Flüchtlingsunterkunft Gera einen AfD-Auto-Korso zum gleichen Thema an. Auch der Landesvorsitzende Björn Höcke sprach bereits auf von Klar organisierten Veranstaltungen. Zudem sind bei den Demos auch immer wieder AfD-Fahnen zu sehen.